# ريب هاجرمان
ريب هاجرمان (بالإنجليزية: Rip Hagerman)‏ هو لاعب كرة قاعدة أمريكي، ولد في 20 يونيو 1888 في ليندون في الولايات المتحدة، وتوفي في 30 يناير 1930 في ألباكركي في الولايات المتحدة.

## وصلات خارجية
- ريب هاجرمان على موقعبيزبول رفرنس.كوم (الدوري الرئيسي) (الإنجليزية)
- ريب هاجرمان على موقعبيزبول رفرنس.كوم (الدوري الثانوي) (الإنجليزية)